# 李多海
李多海（韓語：이다해，1984年4月19日—），本名卞多惠（변다혜），韓國女演員。在《我的女孩》中飾演活潑、可愛、搞笑的朱裕隣，令她在亞洲各地為人所熟悉。

## 個人生活

### 早期生活
成為韓國藝人之前，她與家人曾移居到澳洲雪梨五年，並從寶活女子中學畢業。現今，她與母親定居於首爾，而父親與兄長仍然留在雪梨。此外，李多海擅長韓國傳統舞蹈，曾在澳洲有多次的表演經歷。

### 感情生活
2016年9月7日，圈内相关人员表示演员李多海與歌手SE7EN正在恋爱中，并称「两人由多年的朋友关系发展为恋人关系」。据悉两人在韩国时主要在车内进行约会，但更多还是在海外以及旅行时享受约会。与两人相熟的某圈内人士表示「两人是相识很久的朋友，在困难的时期成为彼此的力量而自然的发展为恋人关系，正式交往已经超过1年，也是周围的很多朋友都已经知道的事情。两人经常在香港和泰国等地享受约会」。李多海所属社回应表示「身为同龄朋友的两人自然发展成为恋人关系，已经交往7个月」。歌手SE7EN所属社公开也回应恋爱报道表示「两人在困难的时期成为彼此的支柱，已交往数月」。
演员李多海和SE7EN（崔东旭）於2023年3月20日各自在社交平台官宣5月6日结婚喜讯。

## 職涯
2001年以本名參與第71屆春香祭的春香小姐選拔，獲得第一名「真」的名次。2002年夏季，參演MBC改編自朴鍾哲生平的紀念特輯電視劇《純真青年朴鍾哲》，以藝名多惠正式出道，同年秋季，以藝名李多惠參演MBC韓中建交十週年特別企劃《玲玲》。
2004年1月，以新藝名李多海參演《新娘18歲》，同時也以舊藝名李多惠在MBC與富士電視台共同製作的特輯劇《星星的聲音》中登場，此一情況是源自卞多惠於該年初以「經紀公司不積極」等理由單方面和Yours娛樂（유얼스엔터테인먼트）解約所致，藝名則有「什麼都能做」的意涵。同年中旬，在林成漢編劇之日日連續劇《花王仙女》中擔綱女主角，自此嶄露頭角，並憑藉該劇獲得百想藝術大獎TV部門女子新人獎。

## 演出作品

### 電視劇
| 年份   | 電視台       | 電視劇名稱         | 角色               |
| ------ | ------------ | ------------------ | ------------------ |
| 2002年 | MBC          | 《純真青年朴鍾哲》 | 李恩珠             |
| 2002年 | MBC          | 《玲玲》           | 宋銀兒             |
| 2003年 | MBC          | 《愉快的消息》     | 瑟琪               |
| 2004年 | MBC          | 《星星的聲音》     | 智英               |
| 2004年 | KBS          | 《新娘18歲》       | 閔可瑩             |
| 2004年 | MBC          | 《花王仙女》       | 尹初媛             |
| 2005年 | SBS          | 《綠薔薇》         | 吳秀雅             |
| 2005年 | SBS          | 《我的女孩》       |                    |
| 2007年 | KBS          | 《你好！小姐》     | 李秀荷             |
| 2008年 | SBS          | 《不汗黨》         | 陳達萊             |
| 2008年 | MBC          | 《伊甸園之東》     | 閔慧琳（中途辭演） |
| 2010年 | KBS          | 《推奴》           | 金暳媛             |
| 2010年 | KBS          | 《逃亡者Plan.B》   | 慧媛（客串第1集）  |
| 2010年 | 韓國觀光公社 | 《一天》           | 李多海             |
| 2011年 | MBC          | 《Miss Ripley》    | 張美里             |
| 2012年 | 湖南衛視     | 《愛的蜜方》       | 喬之夏             |
| 2013年 | KBS          | 《IRIS 2》         | 池秀妍             |
| 2014年 | MBC          | 《Hotel King》     | 阿莫奈             |
| 2016年 | 优酷         | 《最佳情侣》       | 叶欢迎             |
| 2018年 | SBS          | 《善良魔女傳》     | 車善熙／車道熙     |
| 待播   | 中韓合拍     | 《我的女神我的媽》 | 待定               |

### MV
- 2002年：J-walk《Someday》
- 2005年：金范洙《Memory》（與炫彬）
- 2009年：金亨鐘《今天的運勢》（與白成鉉）
- 2009年：潘瑋柏《雙人舞》
- 2010年：Brown Eyed Soul《我會離開》

### 主持
- 2007年：KBS演技大賞（與卓在勛）
- 2009年：KBS演技大賞（與卓在勛、金素妍）
- 2010年：KBS演技大賞（與崔秀宗、宋仲基）
- 2017年：KBS2《寄宿房的女兒們》主持

## 單曲
- 2007年：《I Love Rock & Roll》

## 獎項
| 年份   | 大獎                       | 獎項                                | 作品       |
| ------ | -------------------------- | ----------------------------------- | ---------- |
| 2004年 | MBC演技大獎                | 女子新人獎                          | 花王仙女   |
| 2005年 | 第41屆百想藝術大賞         | 女新人演技獎                        | 花王仙女   |
| 2005年 | SBS演技大賞                | Drama Special 女演技賞              | 綠薔薇     |
| 2006年 | SBS演技大賞                | 十大明星獎                          | My Girl    |
| 2007年 | KBS演技大賞                | 迷你劇集 優秀女演員獎               | Hello 小姐 |
| 2009年 | 亞洲模特兒獎               | 人氣明星獎                          |            |
| 2010年 | 第三屆亞洲                 | 最受歡迎女明星獎                    |            |
| 2010年 | 第47屆儲蓄日紀念           | 大統領表彰儲蓄獎                    |            |
| 2010年 | KBS演技大賞                | 人氣情侶獎（與張赫）                | 推奴       |
| 2010年 | 2010星尚大典               | 星尚亚洲先锋人物                    |            |
| 2011年 | 第19屆大韓民國文化演藝大賞 | 電視劇部門演技大賞                  | 雷普利小姐 |
| 2011年 | 第19屆大韓民國文化演藝大賞 | 最佳衣著賞                          |            |
| 2011年 | 2011年度YAHOO!搜尋人氣大獎 | 韓國最具號召力女藝人                |            |
| 2012年 | 第三届乐视影视盛典         | 年度电视剧亚太地区 最具人气女演员奖 |            |
| 2013年 | 第八届亚洲模特颁奖礼       | 亚洲明星奖                          |            |

## 外部連結
- 李多海的Instagram帳戶
- 李多海的新浪微博
- 李多海在NAVER上的资料
- 李多海在韩国电影数据库（KMDb）上的資料（韓語）
- 李多海在互联网电影资料库（IMDb）上的資料（英文）